# رولاند گروس
رولاند گروس (انگلیسی: Roland Gross؛ ۱۳ ژانویهٔ ۱۹۰۹ – ۱۱ فوریهٔ ۱۹۸۹) یک تدوین‌گر اهل ایالات متحده آمریکا بود.

## مقالات مرتبط
- Flight for Freedom (۱۹۴۳)
- Government Girl (۱۹۴۳)
- The Sky's the Limit (۱۹۴۳)
- شریک دلسوز (۱۹۴۳)
- نوادا (۱۹۴۴)
- None But the Lonely Heart (۱۹۴۴)
- West of the Pecos (۱۹۴۵)
- Deadline at Dawn (۱۹۴۶)
- Heartbeat (۱۹۴۶)
- خواهر کنی (۱۹۴۶)
- عزا برازنده الکتراست (۱۹۴۷)
- زنی در ساحل (۱۹۴۷)
- I Married a Communist (۱۹۴۹)
- صحنه‌سازی (۱۹۴۹)
- قمارخانه (۱۹۵۰)
- استرومبولی (۱۹۵۰)
- On Dangerous Ground (۱۹۵۱)
- چیزی از دنیای دیگر (۱۹۵۱)
- آندروکلس (۱۹۵۲)
- Project Moon Base (۱۹۵۳)
- پسر سندباد (۱۹۵۵)
- The Story of Mankind (۱۹۵۷)
- The Deep Six (۱۹۵۸)
- جزیره زن گمشده (۱۹۵۹)
- Letters from Three Lovers (۱۹۷۳)
- Cage Without a Key (۱۹۷۵)